# Geoff Tunnicliffe
Geoff Tunnicliffe (* 5. Juni 1947 in Kanada) ist ein Medienberater und war von 2005 bis 2014 der Internationale Direktor der World Evangelical Alliance (WEA), eines weltweiten evangelikalen Netzwerkes.

## Leben
Tunnicliffe absolvierte die Trinity International University, Deerfield, Illinois, wo er 1986 mit dem B.A. in Christian Leadership abschloss. 2008 promovierte er an der Olivet University, San Francisco, zum Doctor of Ministry. Am British Columbia Institute of Technology studierte er danach Kommunikationswissenschaft.
Seine Tätigkeit führte Tunnicliffe in mehr als 100 Länder. Er war der Geschäftsführer einer international agierenden Agentur und Berater für Organisationsfragen. Von 1999 bis 2002 war er der Berater eines multinationalen Mitarbeiterteams bei Refugee Highway Partnership, einem Flüchtlings-Hilfsprojekt der WEA und rund 350 Partnerorganisationen. Tunnicliffe ist Kuratoriumsmitglied der internationalen Micha-Initiative der WEA, die sich gegen extreme Armut, für globale Gerechtigkeit und das Erreichen der Millennium-Entwicklungsziele der Vereinten Nationen engagiert. Als Redner verschiedener Kongresse, an Universitäten und in Kirchen beschäftigt er sich vornehmlich mit globalen Problemen wie etwa HIV/AIDS, Armut, Menschenhandel, dem überkonfessionellen Dialog und Spiritualität. Er trifft verschiedentlich mit Regierungs- und Medienvertretern zusammen, um aus evangelikaler Sicht Stellung zu aktuellen Geschehnissen zu beziehen. Von 2005 bis Dezember 2014 war er Internationaler Direktor der Weltweiten Evangelische Allianz (WEA). Seither ist er als strategischer Berater christlicher Netzwerke und Organisationen tätig, so auch in New York als Medienberater in der Funktion als „Chairman of the Board of Advisors“ bei der überkonfessionellen Organisation „Christian Media Corporation International“ (CMCI) mit Sitz in Washington D.C. und seit Februar 2015 Internationaler Repräsentant bei YouVersion, einer Online-Bibel-Plattform.
Tunnicliffe ist Autor verschiedener Artikel und einiger Bücher.

## Privates
Tunnicliffe ist seit 1977 mit seiner Frau Jewel verheiratet. Das Paar hat zwei Kinder und lebt in Vancouver und New York City und seit 2014 in White Rock (British Columbia). 

## Veröffentlichungen
- 101 Ways to Change Your World, Struik Christian Books, Colorado Springs 1997, ISBN 978-1-564766342.